# Ceratophysella acanthospina
Ceratophysella acanthospina is een springstaartensoort uit de familie van de Hypogastruridae. De wetenschappelijke naam van de soort is voor het eerst geldig gepubliceerd in 1958 door Steiner.